# Gemüseschlacht (Berlin)

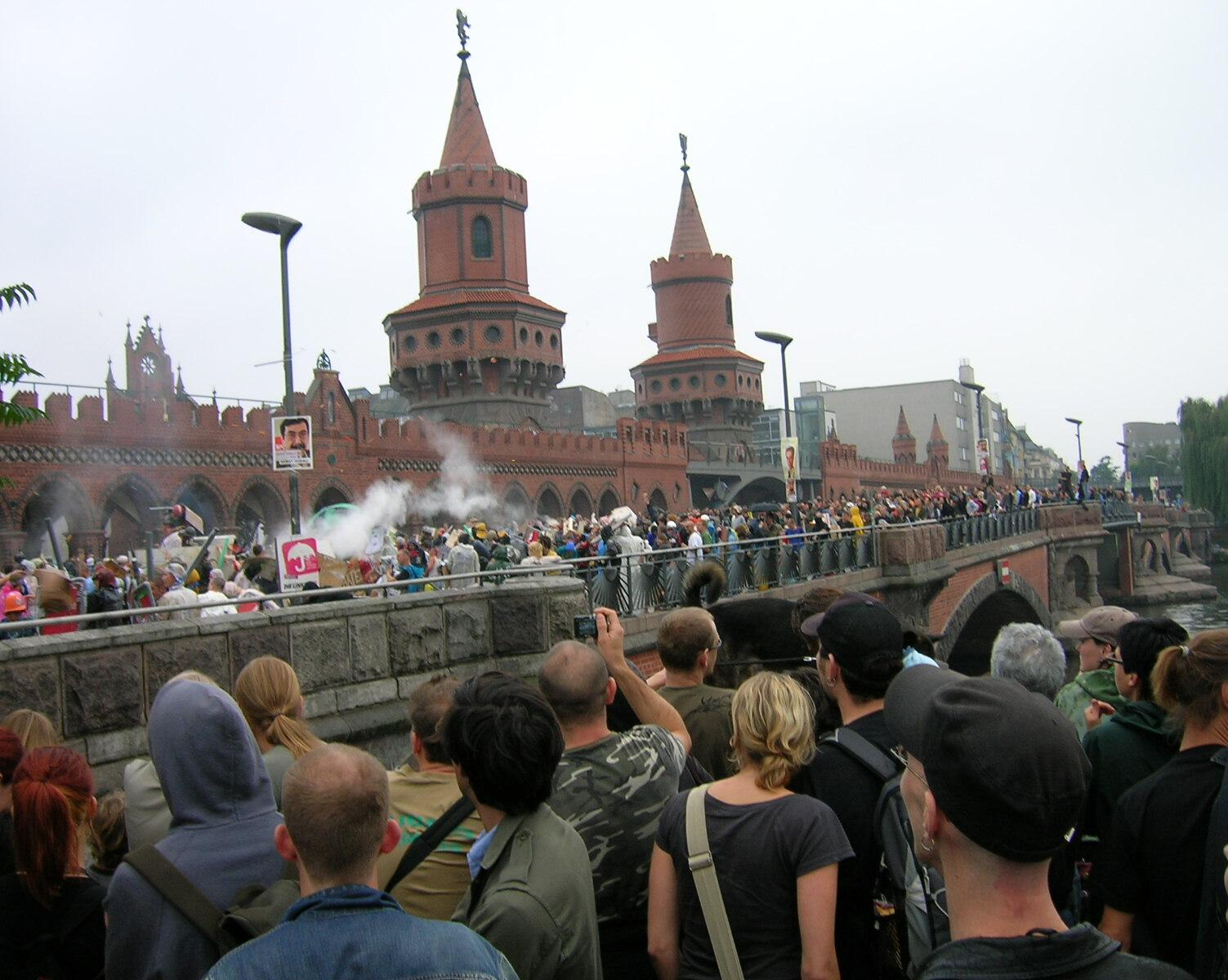
Gemüseschlacht, 2005

Die als Demonstration angemeldete Gemüseschlacht (auch als Brückenschlacht oder Wasserschlacht bezeichnet) ist eine parodistische Auseinandersetzung mit den diffusen Animositäten der Bewohner der Berliner Ortsteile Kreuzberg und Friedrichshain, die im Rahmen einer Verwaltungsreform im Jahr 2001 zum Bezirk Friedrichshain-Kreuzberg zusammengefasst worden sind.
Ähnliche Aktionen gibt es bei der Gemüseschlacht Hannover, zu der sich Bewohner der Stadtteile Linden und Nordstadt treffen.

## Geschichte

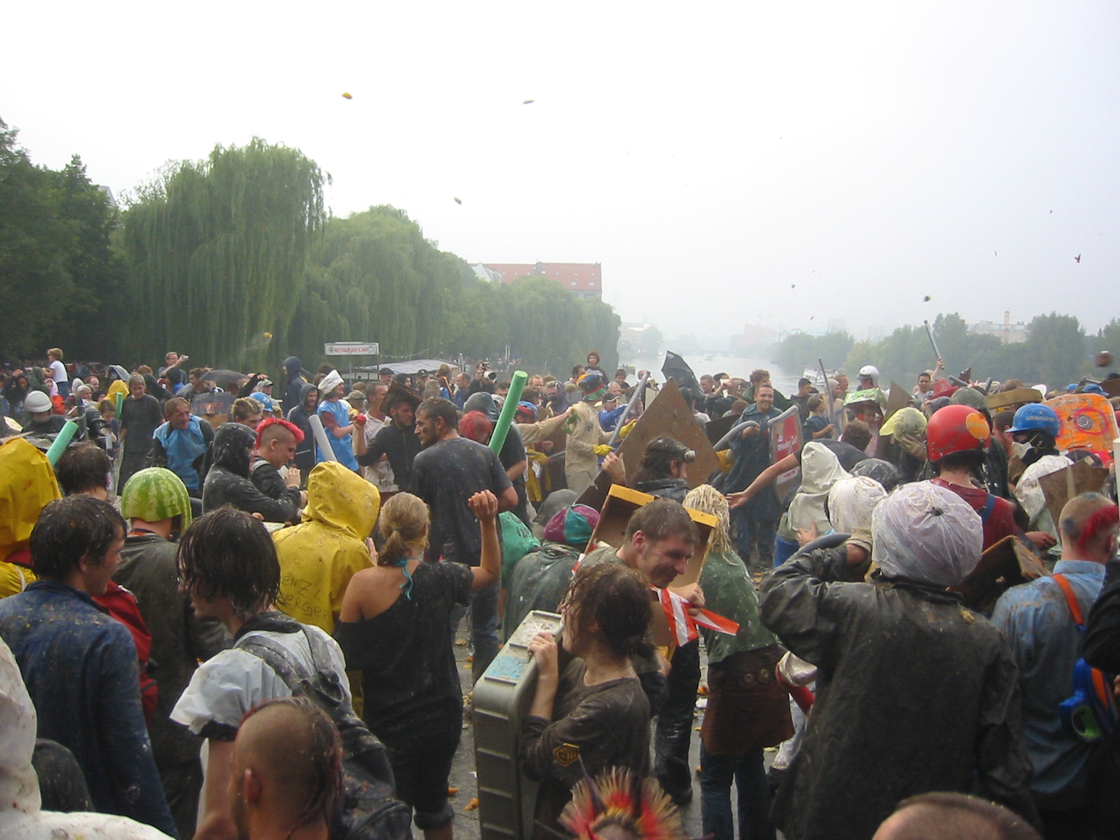
Gemüseschlacht, 2005

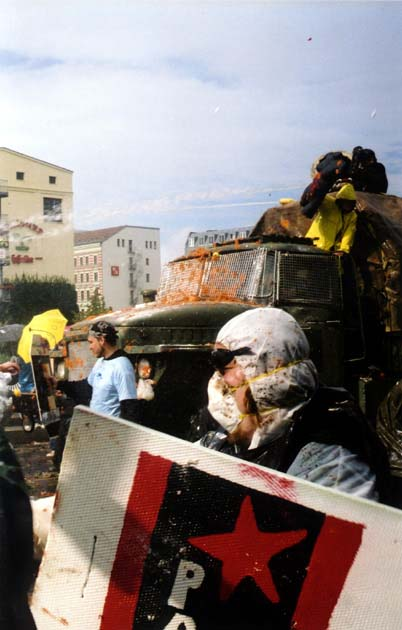
Friedrichshainer Wasserwerfer, 2004

Die Gemüseschlacht fand seit 1998 alljährlich im Sommer, zuletzt am 22. September 2013, auf der Oberbaumbrücke statt. Die Brücke führt über die Spree und ist eine historische Verbindung zwischen den beiden damals durch die Grenze zwischen Ost- und West-Berlin geteilten Bezirken Kreuzberg und Friedrichshain. Nach zwei Jahren Pause wegen laufender Gerichtsverhandlungen gab es am 3. Juli 2009 wieder eine Schlacht, diesmal mit Unterstützung der Alba AG. Bereits eine Woche zuvor fand eine unangemeldete Wasserschlacht auf der Thielenbrücke zwischen Kreuzberg und Neukölln statt.
Jede der Schlachten von 1998 bis zum letzten Sieg der Kreuzberger im Jahr 2011 wurden von der Friedrichshainer Seite gewonnen. Für das Jahr 2009 hatte der langjährige Organisator und Anmelder Hauke Stiewe und seine Bergpartei die Berliner Piratenpartei herausgefordert, auf Kreuzberger Seite gegen sie anzutreten. Allerdings fiel das für den 6. September anberaumte Spektakel aus „organisatorischen Gründen“ aus.
Im Jahr 2011 sprang die Piratenpartei Friedrichshain-Kreuzberg als Anmelderin der Wasserschlacht, die am 28. August stattfinden sollte, ebenfalls ab. Der Konflikt wurde dennoch ohne polizeiliche Anmeldung ausgetragen und konnte erstmals von der Kreuzberger Seite für sich entschieden werden.
Im Jahr 2012 forderte die Anarchistische Pogo-Partei Deutschlands die Fraktion der Piratenpartei im Abgeordnetenhaus Berlin in einem offenen Brief auf, die Reinigungskosten zu übernehmen. Nach einem öffentlichen Verhandlungstreffen erklärten sich einzelne Fraktionsmitglieder der Piratenpartei im Abgeordnetenhaus Berlin bereit, die Kostenfrage zu übernehmen, und Volker Stoi, Imperator und Bundesvorsitzender der Anarchistischen Pogo-Partei Deutschlands, meldete die Veranstaltung offiziell an. Die hauptsächlichen Finanziers waren Mareike Peter, Alexander Morlang und Oliver Höfinghoff.
Im Wahljahr 2013 wurde die Schlacht wieder allein von der Bergpartei organisiert und zum 13. Mal von Friedrichshain gewonnen. Anmelder Benjamin Richter (Bergpartei) konnte durch Crowdfunding von über 90 Einzelpersonen die Reinigungskosten an Alba vorstrecken und René Marik als Schirmherren gewinnen.

## Ablauf
Die Teilnehmer der Wasserschlacht versuchen mittels Beschusses mit teilweise faulem Obst und Gemüse die Bewohner des jeweils gegenüberliegenden Ortsteils zurückzudrängen und diesen somit zu „erobern“. Die Waffen der grundsätzlich friedlich verlaufenden Veranstaltung bestehen u. a. auch aus Eierkatapulten, selbstgebastelten Wasserwerfern, Mehlbomben oder Schaumstoffschlagstöcken. Erlaubt ist alles, was matschig ist, glibbert, wabbelt und stinkt. Äpfel und Kartoffeln dürfen nur sehr faulig oder zerkocht zum Einsatz kommen. Obwohl auf Kontrollen verzichtet wurde, kam es bisher zu keinen nennenswerten Verletzungen, was wohl auf das begrenzte Mobilisierungspotential zurückgeführt werden kann. Gewonnen hat, wer den Brückenkopf der gegnerischen Seite übertritt.

## Ziel
Friedrichshain und Kreuzberg sehen dabei den jeweils anderen Ortsteil als abtrünnig an und bezichtigen sich gegenseitig, von dem anderen Ortsteil völkerrechtswidrig abgespalten oder okkupiert worden zu sein. Friedrichshain bezeichnet Kreuzberg dabei als „Unterfriedrichshain“, Kreuzberg nennt Friedrichshain „Ostkreuzberg“. Erklärtes Ziel ist es daher immer, die Einheit der beiden Ortsteile – selbstverständlich unter eigener Führung – wiederherzustellen. Zusätzliche Ziele können willkürlich, teilweise auch spontan ergänzt werden. So fordert die Friedrichshainer Seite zusätzlich zum Beispiel die Unabhängigkeit von Berlin und der Bundesrepublik Deutschland sowie den Austritt Groß-Friedrichshains aus der NATO.

## Kampfverbände
Auf Friedrichshainer Seite tragen die Kampfverbände der linken Spaßguerilla Namen wie „Wasser-Armee-Friedrichshain“ (WAF), „Total Krasse Kreuzberg-Gegner (TKKG)“, „Friedrichshainer Feministische Frauen-Front“ (FFFF) oder „Anarcho-Zynistische-Offensive-Berlin-Fraktion Friedrichshain“ (AZOB-FF). Für Kreuzberg tritt unter anderem die „Kreuzberger Landwehr“ an, die sich als militärischer Arm der „Kreuzberger Patriotische Demokraten/Realistisches Zentrum“ (KPD/RZ) versteht. Die Berliner Sektion der „Hedonistischen Internationale“ rief im Jahr 2008 dazu auf, sich auf allen Seiten und zur Verwirrung mit wechselnden Fronten zu beteiligen. Vertreter umliegender Bezirke traten ebenfalls immer wieder als Unterstützer der jeweiligen Seiten an. Hier sei vor allem die „Proletarische Plansch Armee Nord Neukölln-Ählitetrupp“ (PANNÄ) zu nennen, die regelmäßig für die Befreiung des von Kreuzberg okkupierten Neuköllner Maybachufers kämpft. Landläufige Taktik ist es, auf Kreuzberger Seite Aufstellung zu beziehen, um dann vor Beginn der eigentlichen Schlacht umzudrehen und so die Vorhut der Friedrichshainer zu bilden.   
Dank der überlegenen „Artillerie“ (Wasserwerfer und Gemüseschleudern) und des höheren Mobilisierungsgrads ging Friedrichshain in den vergangenen Jahren nach Berichten unabhängiger Beobachter regelmäßig als Sieger aus der Wasserschlacht hervor, was von Kreuzberger Seite allerdings bestritten wird („Parthischer Rückzug“).

## Die Wasserschlacht im Film
Die Regisseure Katarzyna „Kasia“ Klimkiewicz (Polen) und Andrew Friedman (USA) produzierten für den im Rahmen des Berlinale Talent Campus vergebenen Berlin Today Award 2007 einen Dokumentarkurzfilm über die Berliner Wasserschlacht. Der Film gewann den ersten Preis des Wettbewerbs und gewährt einen „unterhaltsamen Einblick in deutsche Sitten und politische Gebräuche und porträtiert zugleich die wohl ungewöhnlichste Demonstration an der ehemaligen Ost-West-Grenze Berlins. […] Wasserschlacht — The Great Border Battle ist ein Kurzfilm, der von einem Ereignis berichtet, das so nur in Berlin stattfinden konnte. Geistreich und nicht allein gag-orientiert, wirklichkeitsnah und kein bisschen prätentiös.“